# Acción pauliana
La acción pauliana o revocatoria, es un mecanismo de defensa de los acreedores, dentro del derecho de obligaciones, mediante el cual éstos pueden solicitar la revocación de actos realizados por el deudor en su perjuicio.
Para poder ejercer la acción pauliana, el deudor tiene que estar en estado de insolvencia, pues de lo contrario, este puede disponer de sus bienes a su antojo, siempre que conserve la capacidad de honrar las obligaciones que ha contraído.
Por ejemplo, el caso en el que un deudor insolvente, con el objetivo de no perder sus bienes, los vende a una tercera persona por una suma muy inferior al valor real de ellos. Debido a esta venta, el patrimonio del deudor insolvente se reduce considerablemente, perjudicando a los acreedores. Bajo esta situación, los acreedores pueden ejercer la acción pauliana y pedir que el bien vendido regrese al patrimonio del deudor.

## Requisitos
Para ejercer la acción pauliana, es necesario que:
- Que el deudor lleve a cabo una enajenación o renuncia de derechos.
- Que se reúnan dos condiciones, una, que el acto perjudique la solvencia del deudor de manera significativa y por ello perjudique al     acreedor, y por otra parte, que exista consilium fraudis o el acto sea a título gratuito.